# Dositej Obradović
Dimitrije "Dositej" Obradović (Čakovo, oko 1739. a negdje se vodi i 1742. – Beograd, 28. ožujka 1811.), bio je srpski pučki prosvjetitelj i i didaktički pisac. Rođen je u rumunjskom dijelu Banata koji je u to vrijeme bio u sastavu Habsburške monarhije. Školovao se za redovnika, ali ubrzo kreće na putovanja po cijeloj Europi gdje upija ideje europskoga prosvjetiteljstva i racionalizma. Ponesen takvim idejama radi na prosvjećivanju Srba. Isprva bavi se prijevodima raznih djela među kojima su najpoznatije Ezopove basne, a potom i sam piše djela, prvenstveno programskoga tipa, među kojima je najpoznatije Život i priključenija.
Bio je pobornikom srpskoga nacionalnoga buđenja, ali uz jasnu ideju o izlasku Srbije iz otomanskoga kulturnog i civilizacijskoga utjecaja i izravno priključenje Europi i prihvaćanje svih tekovina europskoga prosvetiteljstva i racionalizma. Bio je prvi ministar prosvjete u Karađorđevom Sovjetu i tvorac svečane pjesme Vostani Serbie. 
Usprkos tome što je proveo znatni dio života vrteći se oko vodećih zapadnih intelektualaca, ljudi koji su izgubili svoju vjeru, Dositej Obradović do same je smrti ostao religiozan. U svojim "naravoučenjima" (tj. poukama) koje je pisao uz prijevod svake basne u dijelu "Basne", izvodi stavove o bratstvu sviju ljudi pod božjim okom i o licemjernosti crkvene (a naročito manastirske hierarhije - stavovi za koje će se zauzeti Lav Tolstoj nakon njegovoga prijelaza u religiju. Pri tome se mora zabilježiti kako je Tolstoj u devetnaestom stoljeću grdio vlast, sudove i rat, a Dositej Obradović ih je, kao i većina intelektualaca njegovoga doba, odobravao.

## Životopis
Rodio se oko 1739. ili 1742. godine u Čakovu, u Banatu, u obrtničkoj obitelji. Još kao učenik osnovne škole, odaje se sanjarenju i vjerskom zanosu. Poslije smrti oca, njegov tetak, kako bi ga izliječio od sanjarenja i misticizma, izvadio ga je iz škole i dao na izučavanje obrta. No "glad za znanošću", koju je gledao u crkvenim knjigama, nije ga ostavila ni kasnije, i čim se ukazala prilika, ostavio je obrt i rodbinu i pobjegao u fruškogorski manastir Hopovo.

### Redovnik Dositej
Tu se zaredio i počeo ozbiljno misliti na pustinjski život. Ali kad je pobliže upoznao manastirski život i braću redovnike, vidio je kako to ne odgovara životopisima svetaca i njegovim iluzijama. Pored toga, dođoše mu do ruku i druge, "graždanske" ↓1 knjige, iz kojih je uvidio kako izvan crkve postoji i druga mudrost i drugačiji moral, upravo ono za čim je žudio. Poslije tri godine manastirskoga života, ostavio je manastir u namjeri da se više nikada u njega ne vrati. Od toga trenutka nastaju njegova neprekidna studijska putovanja.

### Put po Europi
Kao učitelj i domaći odgojitelj, ili kao manastirski gost obilazi skoro cijeli Balkan i Malu Aziju, zatim Italiju, Njemačku, Francusku, Englesku, Austriju i Rusiju. U Smirni je proveo nekolika godina, kao učenik čuvene grčke bogoslovne škole Jeroteja Dendrina. Tu i na Krfu dobro je naučio grčki jezik, književnost i filozofiju. Poslije toga ponovno živi u Dalmaciji kao učitelj, zatim u Zadru i Trstu. Iz Trsta je otišao u Beč, gdje je proveo punih šest godina u učenju njemačkoga jezika i kulture. Kao učitelj jezika odlazi iz Beča u Karlovce i Moldaviju. Redovnički opravu skinuo je tek kada se upisao u Haleu na slušanje filozofije. Filozofske studije nastavlja u Leipzigu i tu počinje i sam pisati. 1783. tiska svoje prvo i najbolje djelo Život i priključenija.
Putovao je još u Pariz, London i Rusiju, gdje je bio pozvan za nastavnika jedne vojne škole.

### Prvi srpski ustanak
Ustanak ga je zatekao u Trstu. On se od početka stavlja u službu srpskih ustanika: prvo kupi priloge za njih, a potom vrši razne povjerljive misije između ustanika i Rusije te je konačno prešao u Srbiju. Kao najprosvjećeniji i najučeniji Srbin svoga doba, on postaje prvi ministar prosvjete u Srba, organizira škole, miri i upućuje ustaničke vođe, postaje član Praviteljstvujuščeg sovjeta i osobni tajnik i savjetnik Karađorđev. 
Umro je 1811. godine u Beogradu i sahranjen ispred Saborne crkve u Beogradu. Njegovi ostatci dva puta su premještani: 1837., zbog zidanja nove Saborne crkve umjesto stare koja je srušena i drugi put 1897., kako bi se njegov grob postavilo usporedno s tim od Vuka Karadžića koji je te godine prenesen iz Beča.

## Velikosrpski koncept
Suprotno mišljenjima mnogih kako je Vuk Karadžić zasnovao koncept Srbije kao jezične nacije svih štokavaca, Karadžić nikada ništa nije novo donio, nego je samo prenio druge - jezičnu reformu od Save Mrkalja, nacionalnu ideologiju od Dositeja Obradovića, itd. Dositej Obradović je u književnom djelu Život i Priključenija, iz 1783. godine, zacrtao osnove (veliko)srpske nacije:
Obradović se zalagao za sekularizaciju i toleranciju svih vjera jer drugačije ne bi bio moguć tako širok velikosrpski program; govorio je o Srbima triju vjera - Srbima pravoslavcima, Srbima muslimanima i Srbima rimokatolicima. Dositej Obradović smatrao je kako su južna Ugarska (Banat i Bačka) i bivše teritorije Kraljevstva Srbije u Osmanskom carstvu, zajedno s Bosnom i Hercegovinom, Crnom Gorom i obližnjim krajevima, Dalmacijom, Slavonija i dio uže Hrvatske, sve srpske zemlje nastanjene jednim narodom koji bi trebao pripadati jednoj naciji.

## Djela
- Pismo Haralampiju, 1783.
- Život i Priključenija, 1783.
- Sovjeti zdravog razuma, 1784.
- Basne, 1788.
- Pesma o izbavljenju Srbije, 1789.
- Sobranije, 1793.
- Etika, 1803.
- Pesma na insurekciju Serbijanov, 1804.
- Mezimica, 1818.
- Ižica, 1830.